# تپه برزخانه
تپه برزخانه مربوط به دوره اشکانیان - دوران‌های تاریخی پس از اسلام است و در شهرستان کبودرآهنگ، بخش مرکزی، روستای ویان واقع شده و این اثر در تاریخ ۱۷ اسفند ۱۳۸۱ با شمارهٔ ثبت ۷۵۹۴ به‌عنوان یکی از آثار ملی ایران به ثبت رسیده است.